# Boningen
Boningen ist eine politische Gemeinde im Bezirk Olten des Kantons Solothurn in der Schweiz. Die Gemeinde liegt im Solothurnischen Gäu und weist durchweg eine ländliche Struktur mit wenigen Landwirtschaftsbetrieben auf. Daran haben auch der Bau der Autobahn und die Kiesgrube mit den verschiedenen kiesverarbeitenden Industrien nichts geändert.

## Geographie
Das Dorf liegt am Südfuss des Borns (719 m ü. M.) auf zwei Geländestufen über dem linken Ufer der Aare. Von den 280 Hektaren Gemeindefläche sind 22,1 % Siedlungsfläche, 40,6 % Landwirtschaftsfläche, 30,6 % Wald und Gehölze sowie 6,8 % unproduktive Flächen.

## Bevölkerung
Am 31. Dezember 2023 waren 807 Personen in Boningen wohnhaft, davon 9,5 % Ausländer. Die mit 95,75 % gemäss Volkszählung 2000 am häufigsten gesprochene Sprache ist Schweizerdeutsch, gefolgt von Serbokroatisch (1,75 %) und Italienisch (0.63). Am 11. Dezember 2008 konnte der 700. Einwohner registriert werden.
| Bevölkerungsentwicklung | Bevölkerungsentwicklung |
| Jahr                    | Einwohner               |
| ----------------------- | ----------------------- |
| 1837                    | 230                     |
| 1850                    | 281                     |
| 1900                    | 287                     |
| 1950                    | 376                     |
| 2007                    | 665                     |

## Geschichte
Urkundlich 1225 erstmals erwähnt, gehörte das Dorf im Mittelalter zum Fridaueramt. Der Name bedeutet bei den Angehörigen des Bonno. Verschiedene Klöster und Stifte hatten damals Grundbesitz in Boningen. Der Zehnte von Boningen gehörte ursprünglich den Grafen von Frohburg, dann den Grafen von Nidau, später den Freiherren von Falkenstein und kam dann 1454 an die Kaplanei «Unserer Lieben Frauen» in Olten. Bis 1687 war Boningen nach Hägendorf pfarrgenössig. Nach Erstellung einer Kirche in Kappel bildeten Kappel und Boningen eine eigene Pfarrei. Im Dorfe selbst steht seit 1744 eine einfache Kapelle, welche 1974 mit grossem Aufwand restauriert wurde. Zur gleichen Zeit wurde die Bruderklauskirche gebaut, die sich gut ins Dorfbild neben dem Spycher und dem Weiher sowie dem 1837 erbauten alten Schulhaus einfügt.

## Politisches System
Die Exekutive des Dorfes bildet der fünfköpfige Gemeinderat, von dem jedes Mitglied einem Ressort vorsteht. Die legislative Gewalt liegt in den Händen der Gemeindeversammlung. Diese wird ordentlicherweise zweimal im Jahr einberufen und findet in der Mehrzweckhalle des Dorfes, der «Schnäggehalle» statt. Sie besteht aus allen stimmberechtigten Einwohnern.
Neben der aus allen Einwohnern bestehenden Einwohnergemeinde gibt es noch die Bürgergemeinde, der sämtliche Personen angehören, die das Bürgerrecht von Boningen besitzen. Die Bürgergemeinde ist einer der grössten Grundbesitzer. Neben einem Grossteil des Waldes hat sie auch verschiedene Liegenschaften und Bauland in ihrem Besitz, unter anderem das Land, auf dem sich das Boninger Kieswerk befindet. Dieser Kiesabbau stellt neben Miet- und Pachtzinsen die grösste Einkommensquelle der Bürgergemeinde dar.

## Bildung
Boningen besitzt einen Kindergarten für fünf- und sechsjährige Kinder sowie eine Primarschule von der 1. bis zur 6. Klasse. Danach müssen die Schüler in jedem Fall zu den weiterführenden Schulen der Sekundarstufe in Olten wechseln.

## Wirtschaft
Neben verschiedenen KMU-Betrieben und Einzelfirmen ist in Boningen ein grosses Kieswerk ansässig. Ebenso befindet sich das neue Wasserkraftwerk Neu Ruppoldingen der Alpiq Holding auf dem Gemeindegebiet.

## Verkehr
Ein gut ausgebauter Postautobetrieb verbindet Boningen mit dem Aaregäu von Fulenbach über Wolfwil bis nach Oensingen und in die andere Richtung mit Aarburg und Olten.

## Sehenswürdigkeiten

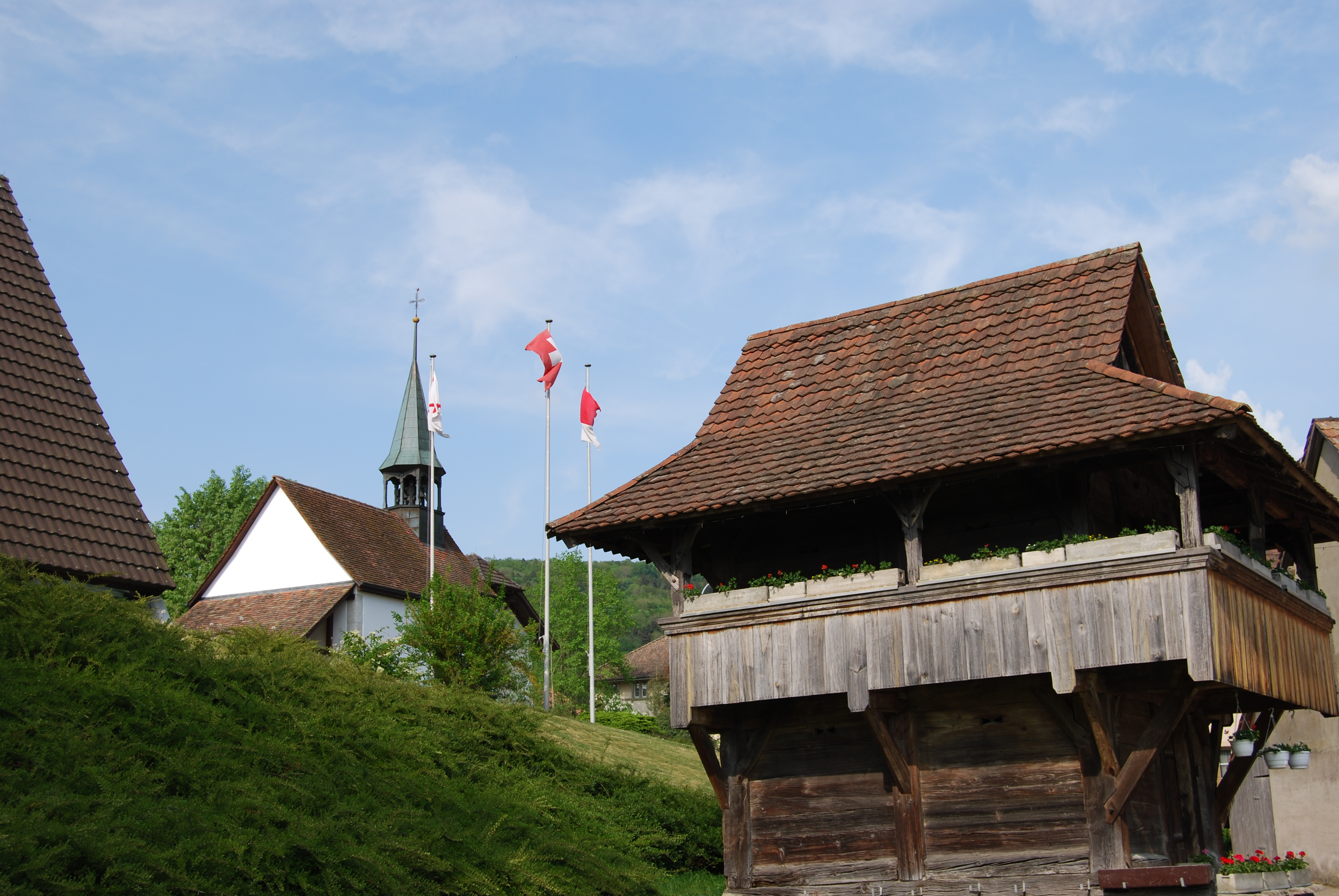
Kapelle Mariahilf und Dorfspeicher
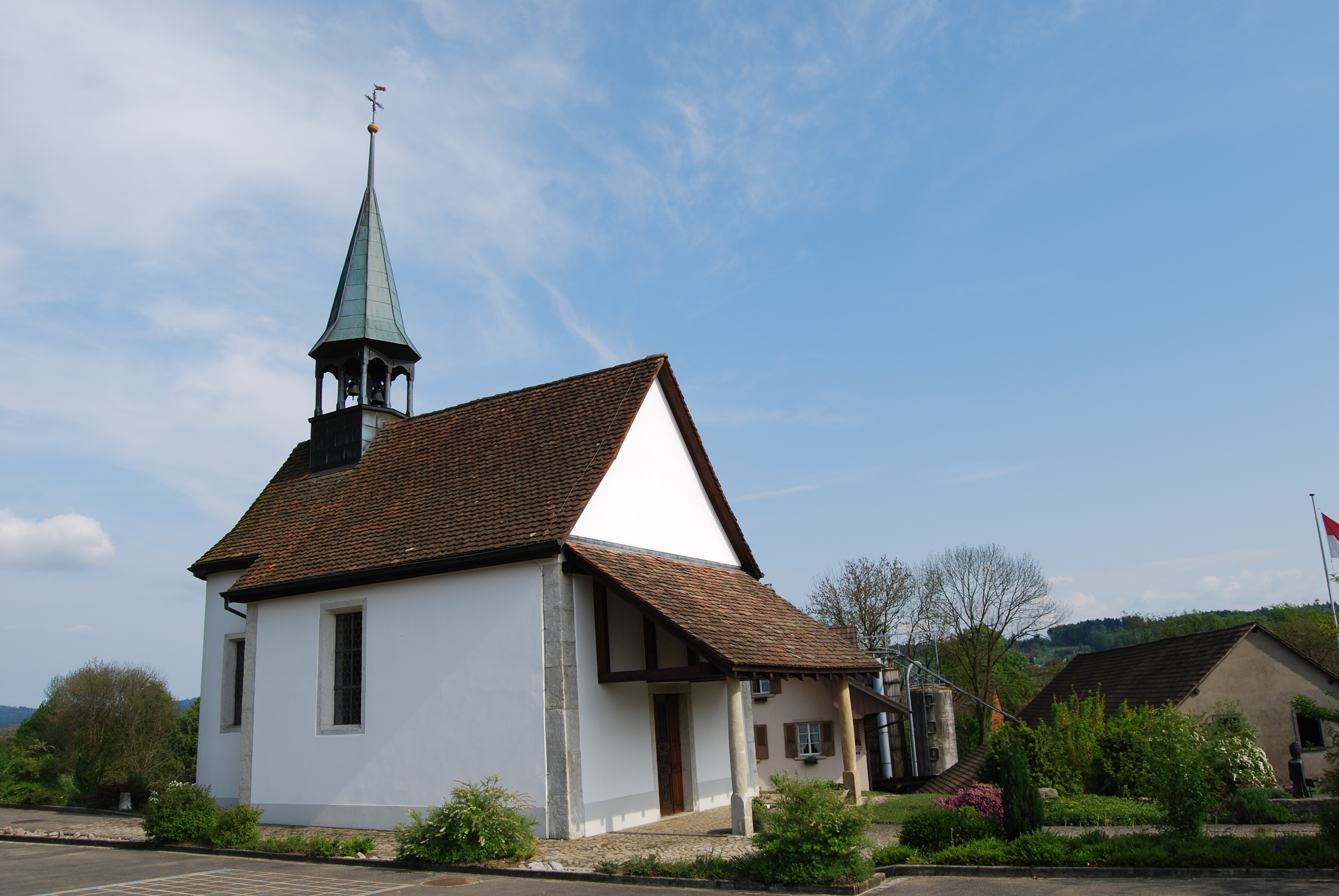
Kapelle Mariahilf
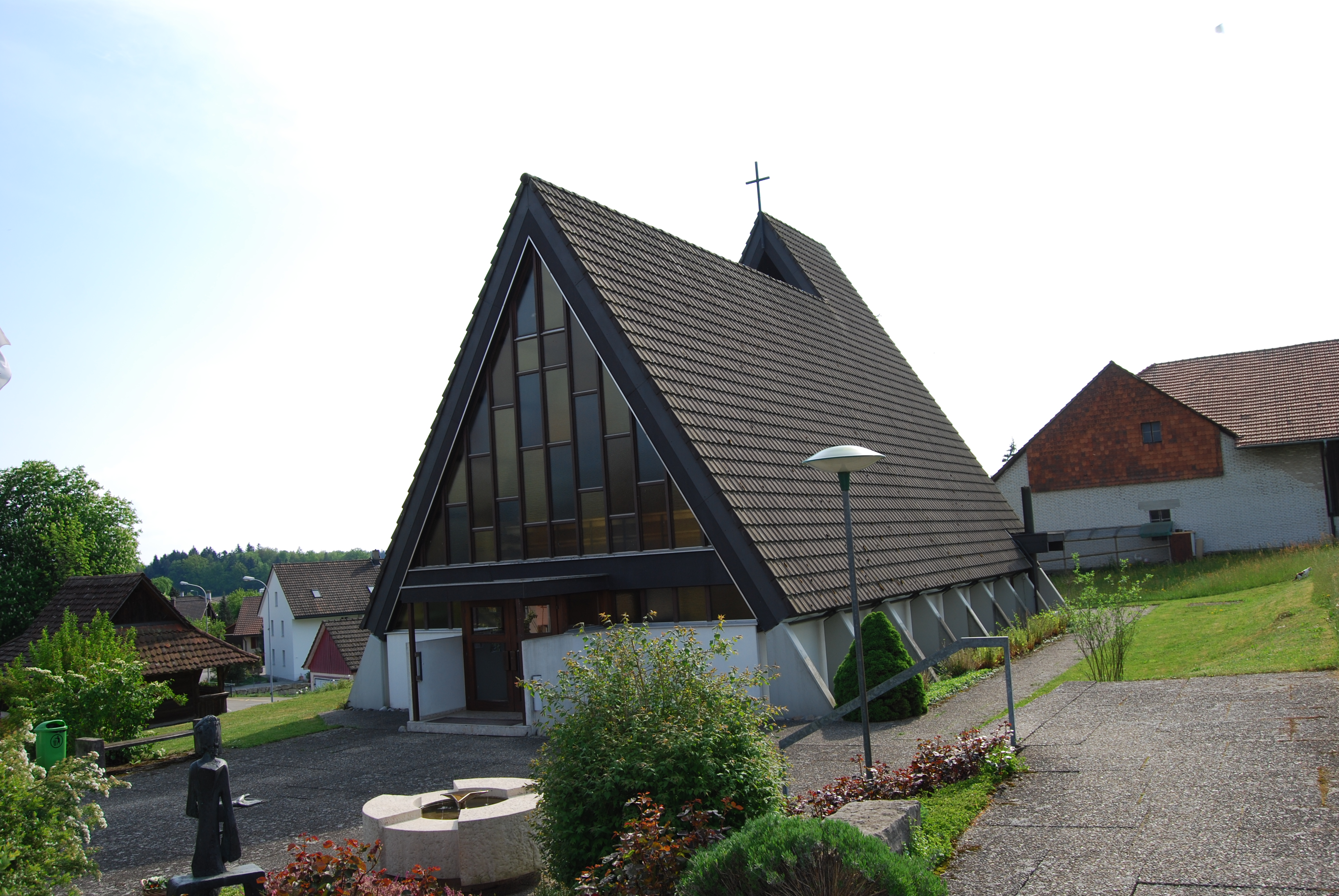
Kirche
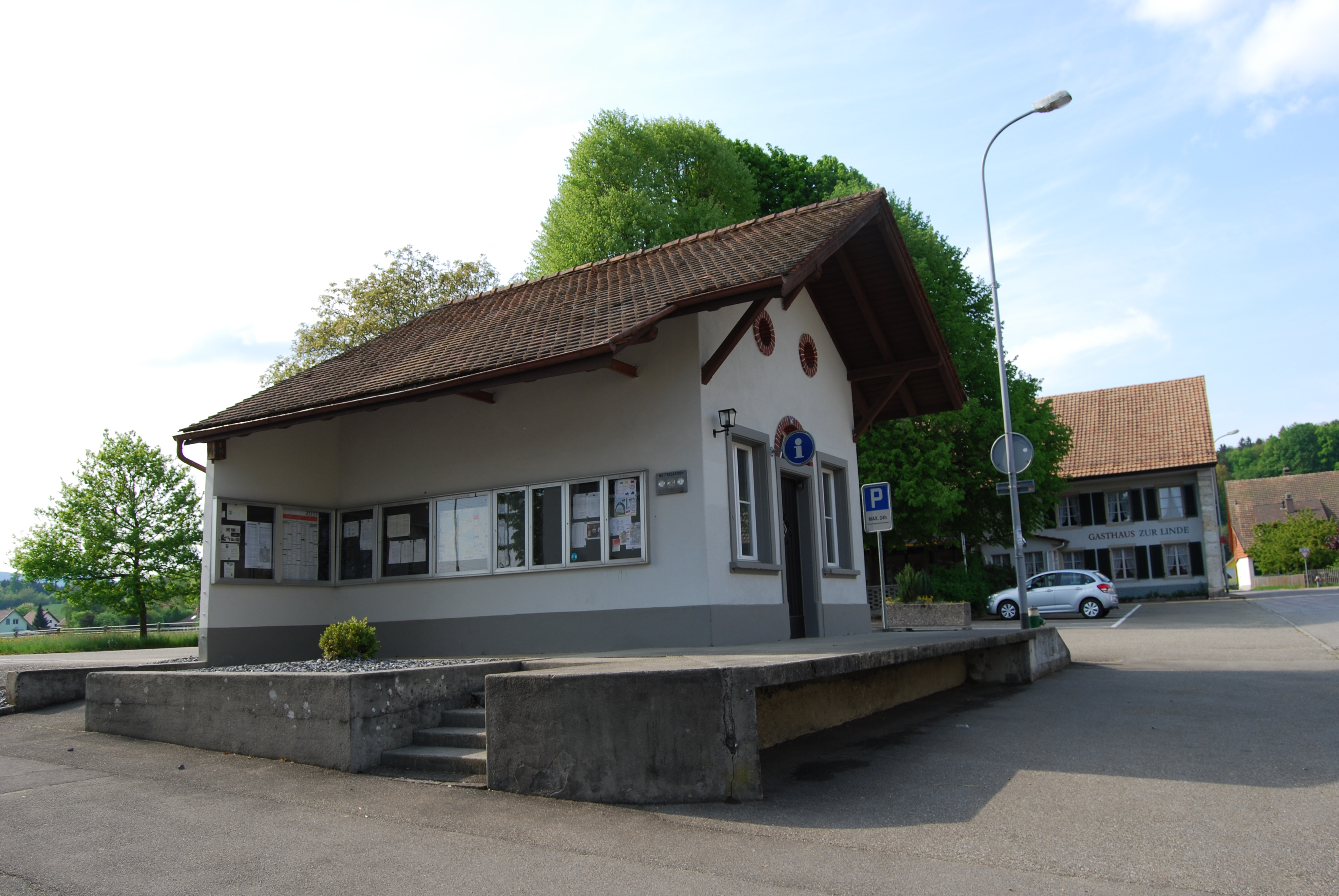
Tourismusinformation
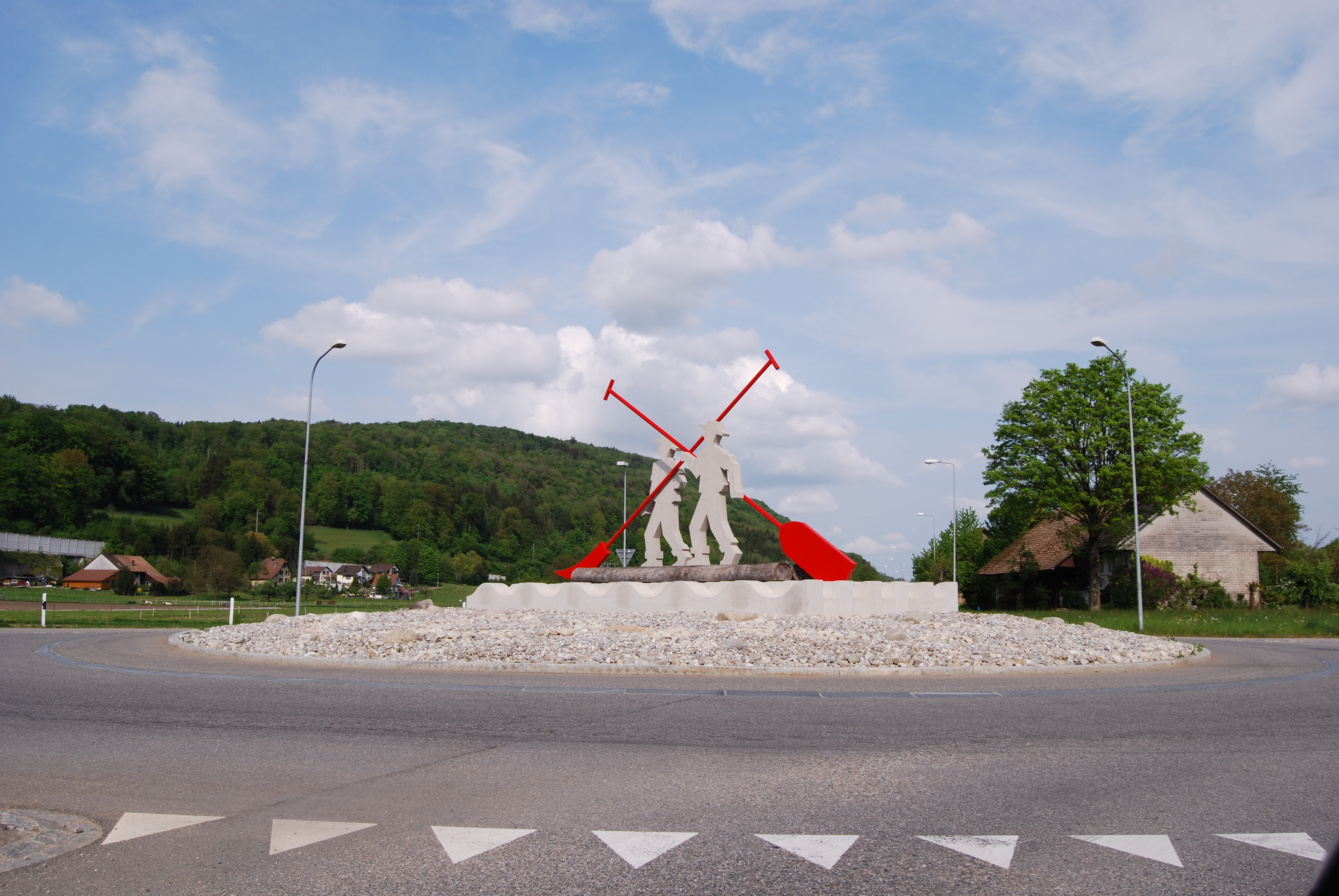
Verkehrskreisel
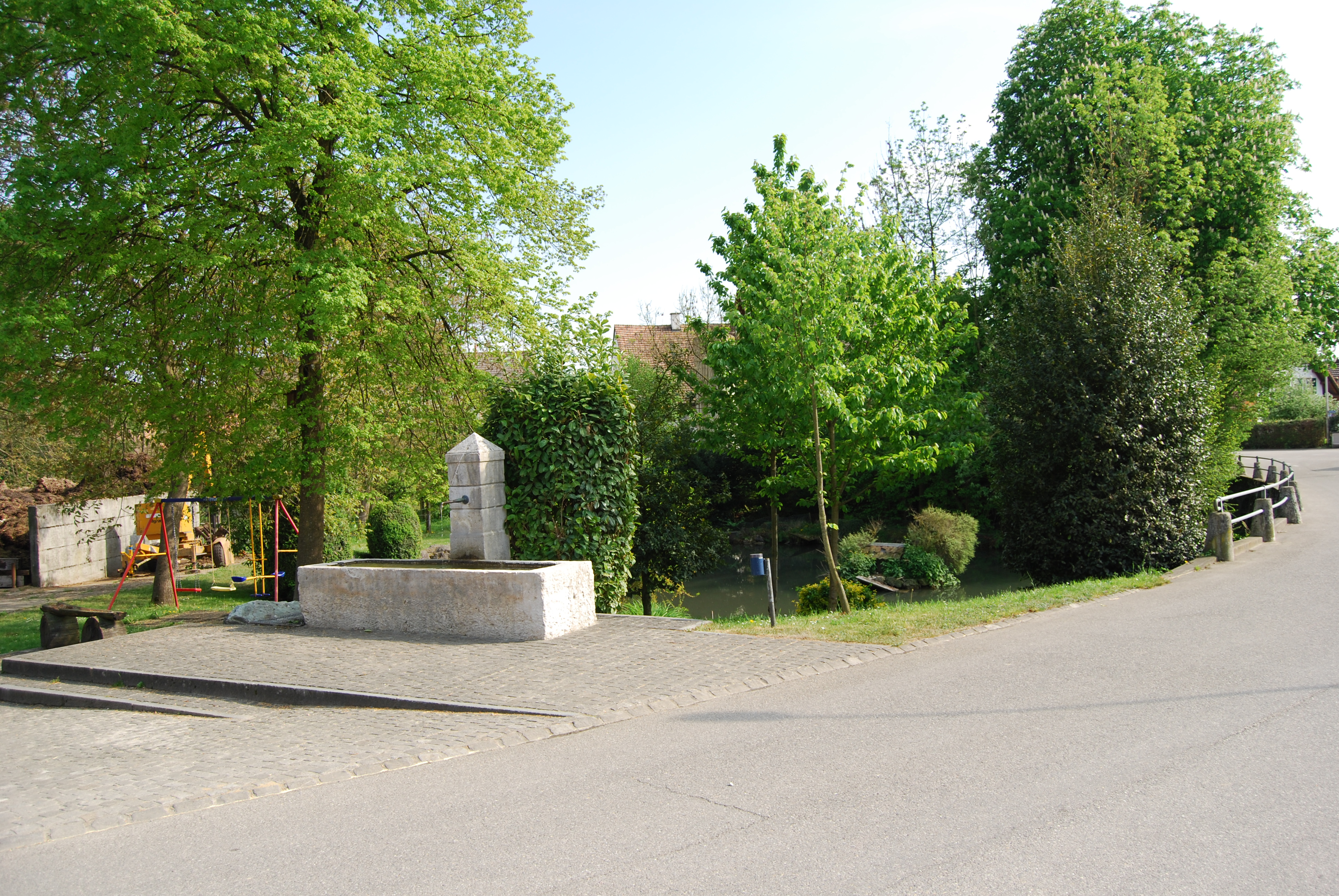
Teich im Dorfzentrum
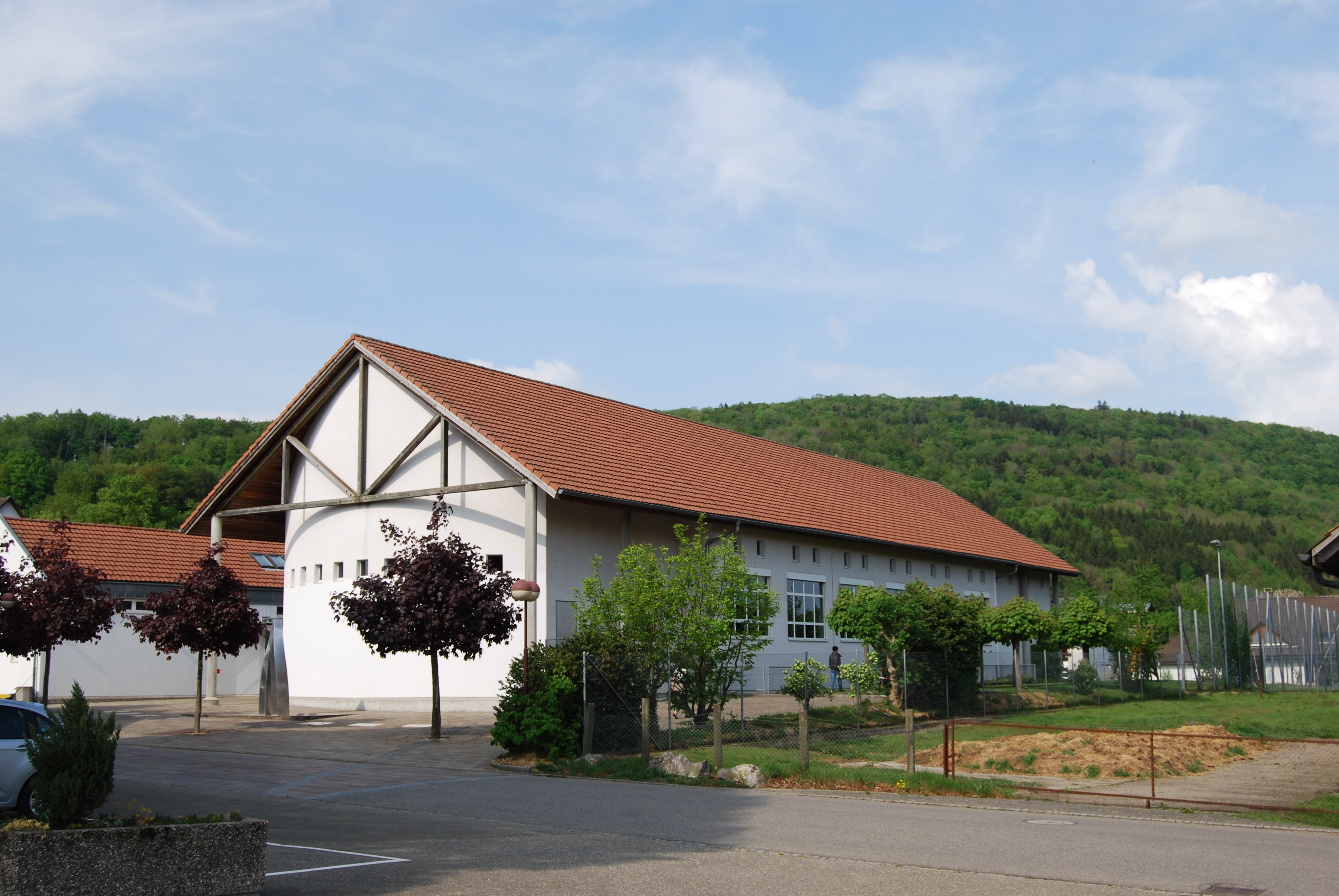
Mehrzweckturnhalle
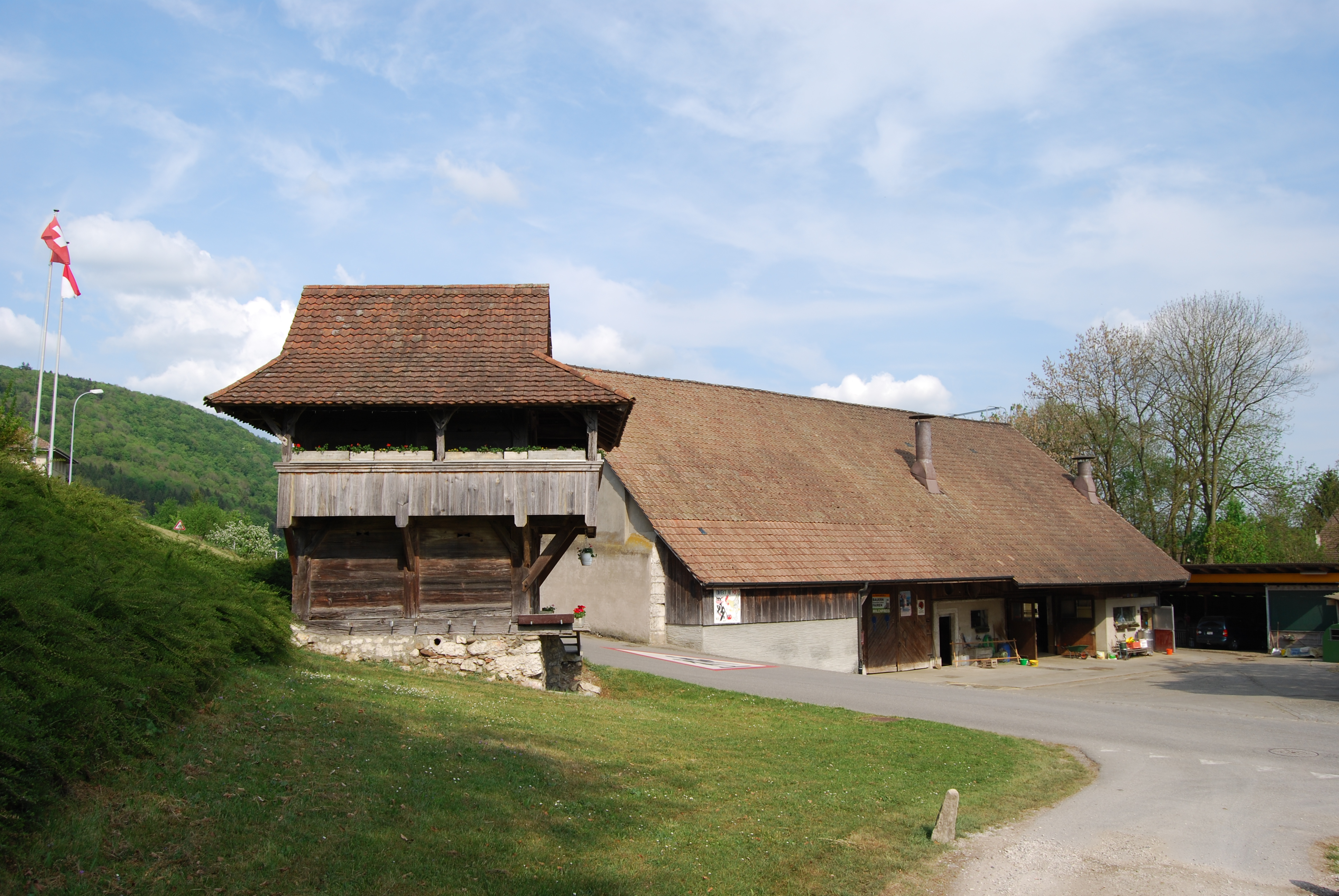
Dorfspeicher und Bauernhaus

## Wappen
Blasonierung
In Silber über schräglinks gestelltem rotem Ruder ein schrägrechter roter Stachel